# 홍영조
홍영조(洪映早, 1982년 5월 22일~)는 조선민주주의인민공화국의 축구 선수로 현재 조선민주주의인민공화국 1부 리그의 4.25체육단 소속 공격수로 뛰고 있으며 과거 조선민주주의인민공화국 A대표팀에서 정대세와 함께 공격진을 이끌기도 했다.

## 구단 경력
2004년 4.25체육단에서 데뷔하여 2007년까지 활동하며 2005년 포천보체육대회 우승, 2006년 공화국선수권대회 우승을 차지한 뒤 2007 시즌을 마치고 세르비아 수페르리가의 FK 베자니야로 이적하며 생애 첫 유럽 무대를 밟았으나 7경기 1골에 그쳤다.
이후 2008년 당시 러시아 내셔널 풋볼 리그의 FC 로스토프와 입단 계약을 체결한 뒤 2부 리그 우승 및 1부 리그 승격에 기여했으며 2010 시즌을 마친 후 북한으로 돌아온 홍영조는 4.25체육단으로 복귀한 뒤 리그 7회 우승 및 2회 준우승, 홰불컵 4연패, 만경대체육대회 5회 우승, 2011년 공화국선수권대회 우승, 2017년 백두산체육대회 우승, 포천보체육대회 2회 우승, 2019년 AFC컵 준우승 등에 기여했다.

## 국가대표팀 경력
2002년 조선민주주의인민공화국 A대표팀 첫 합류 이후 2004년 2월 18일 예멘과의 2006년 FIFA 월드컵 아시아 지역 2차 예선 5조 1차전에서 국제 A매치 데뷔골을 터뜨렸다.
이후 예선 5경기에서 3골을 터뜨려 북한의 최종 예선 진출에 앞장섰고 2005년 EAFF E-1 풋볼 챔피언십 예선 대회에서 2골을 터뜨려 팀의 결승 리그 진출을 도왔다.
그 뒤 2006년 아시안 게임에 와일드카드로 참가하여 8강 진출에 일조했으나 팀은 8강전에서 대한민국에 0-3으로 완패하며 4강 문턱에서 고배를 마셨다.
그리고 2010년 FIFA 월드컵 아시아 지역 예선에서 3골을 터뜨려 44년만에 조선민주주의인민공화국의 월드컵 본선 진출을 이끌었고 본선에서는 대표팀 주장으로 팀을 이끌었으나 3전 전패·조별리그 탈락을 막지 못한 채 세계 축구의 높은 벽을 실감했다.
이후 2011년 AFC 아시안컵 본선에도 참가했지만 이란, 이라크, 아랍에미리트를 상대로 단 1골도 넣지 못한 채 1무 2패·D조 3위(최종 12위)라는 초라한 성적표를 안은 채 대회를 일찌감치 마무리했고 2011년 아시안컵을 끝으로 홍영조는 대표팀 유니폼을 반납했다.

## 수상

### 구단
4.25체육단
- 조선민주주의인민공화국 1부 리그 : 우승 (2011, 2012, 2013, 2015, 2017, 2017-18, 2018-19), 준우승 (2014, 2016)
- 포천보체육대회 : 우승 (2011, 2014)
- 홰불컵 : 우승 (2013, 2014, 2015, 2016)
- 공화국선수권대회 : 우승 (2006, 2011)
- 백두산체육대회 : 우승 (2017)
- 만경대체육대회 : 우승 (2012, 2014, 2015, 2016, 2017)
- AFC컵 : 준우승 (2019)

 FC 로스토프
- 러시아 내셔널 풋볼 리그 : 우승 (2008)

## 대표팀 이력
- 2006년 아시안 게임 국가대표 (와일드카드)
- 2010년 FIFA 월드컵 국가대표
- 2011년 AFC 아시안컵 국가대표